# Heinz Rüschhoff
Heinz Rüschhoff (* 25. April 1942 in Münster) ist ein ehemaliger deutscher Radrennfahrer.

## Sportliche Laufbahn
Rüschhoff war im Straßenradsport und im Bahnradsport aktiv. 1963 siegte er in der Berliner Etappenfahrt vor Hans Furian und in dem traditionsreichen Eintagesrennen Rund um Düren. Insgesamt verbuchte er in der Saison 1963 18 Siege.
1964 gewann er das Rennen Enschede–Münster. Rüschhoff war Mitglied der Nationalmannschaft und bestritt 1964 die Österreich-Rundfahrt. Dort gewann er eine Etappe.